# Atrobucca
Atrobucca és un gènere de peixos de la família dels esciènids i de l'ordre dels perciformes.

## Taxonomia
- Atrobucca adusta (Sasaki & Kailola, 1988)[3]
- Atrobucca alcocki (Talwar, 1980)[4]
- Atrobucca antonbruun (Sasaki, 1995)[5]
- Atrobucca bengalensis (Sasaki, 1995)[5]
- Atrobucca brevis (Sasaki & Kailola, 1988)[3]
- Atrobucca geniae (Ben-Tuvia & Trewavas, 1987)[6]
- Atrobucca kyushini (Sasaki & Kailola, 1988)[3]
- Atrobucca marleyi (Norman, 1922)[7]
- Atrobucca nibe (Jordan & Thompson, 1911)[8]
- Atrobucca trewavasae (Talwar & Sathirajan, 1975)[9][10][11][12][13][14][15]